# Chamaecrista conferta
Chamaecrista conferta es una especie de planta fanerógama perteneciente a la familia Fabaceae. Es originaria de Brasil.

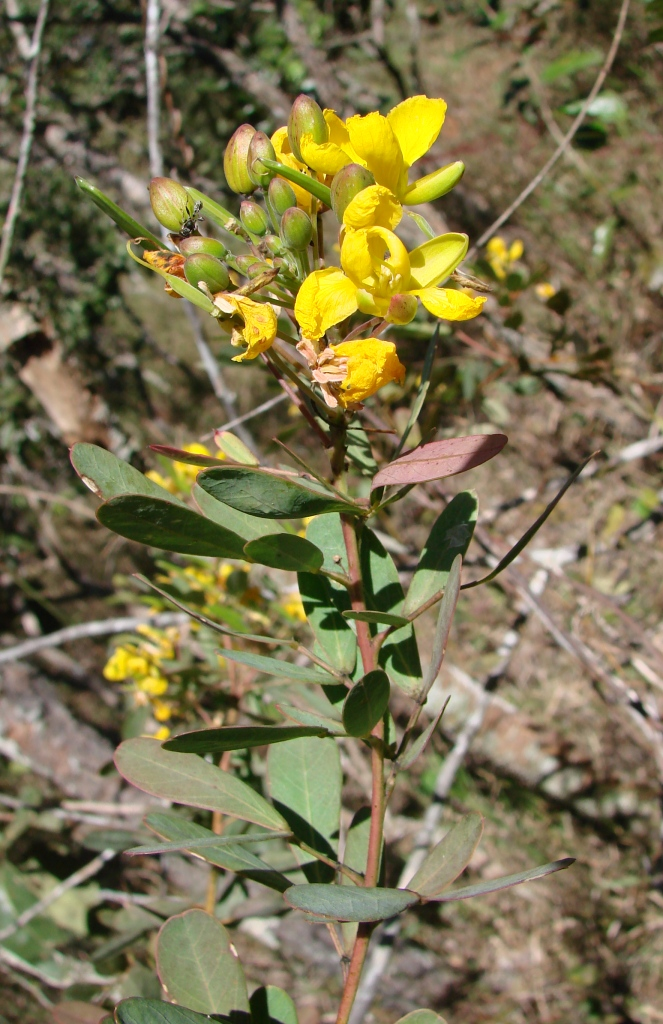
Vista de la planta

## Taxonomía
Chamaecrista conferta fue descrito por (Benth.) H.S.Irwin & Barneby y publicado en Memoirs of The New York Botanical Garden 35: 658. 1982.
Etimología
Chamaecrista: nombre genérico que deriva de las palabras griegas: chama = "bajo, enano" y crista = "cresta".
conferta: epíteto latíno que significa "comprimida"
Variedades aceptadas
- Chamaecrista conferta var. machrisiana (Cowan) H.S.Irwin & Barneby
- Chamaecrista conferta var. simulans (H.S.Irwin & Barneby) H.S.Irwin
- Chamaecrista conferta var. virgata (H.S.Irwin & Barneby) H.S.Irwin

Sinonimia
- Cassia conferta Benth.
- Chamaecrista conferta var. conferta[5]